# Nekrolog 1250
Nekrolog
◄◄
| ◄
| 1246
| 1247
| 1248
| 1249
| 1250 | 1251 | 1252 | 1253 | 1254 | ► | ►►
Weitere Ereignisse | Allgemeiner Nekrolog 1250
Die Beschreibung der verstorbenen Person sollte so kurz wie möglich gehalten sein und nur deren signifikante Tätigkeit(en) enthalten.
Neue Namen ggf. auch unter dem Geburts- und Sterbedatum, also etwa unter 1. Januar und im Geburts- und Sterbejahr (2024) eintragen (nur bei entsprechender großer Wichtigkeit). Für Beispiele siehe die schon vorhandenen Artikel.
Außerdem über die fünf zuletzt Verstorbenen, zu denen es einen ausreichend guten Artikel für eine Präsentation auf der Hauptseite gibt, nach der todesbedingten Überarbeitung der Artikel ggf. auch unter Wikipedia Diskussion:Hauptseite informieren und sie am besten auch in den anderen Wikipedia-Sprachversionen eintragen. Tipp: Regelmäßig bei news.google.de nach „ist tot“, „gestorben“ oder „verstorben“ suchen.
Wenn eine Person gestorben ist, gibt es viele Seiten zu dieser Person in der Wikipedia, die davon auch betroffen sind und entsprechend aktualisiert werden müssen. Beispiele: Namenübersichtsseite, Geburtsjahr, Geburtsort-Seiten und viele mehr.
Wie finde ich die betroffenen Seiten?
Im Suchfeld auf der linken Seite gibt man den Suchbegriff so ein: „Vorname Nachname“. Dann klickt man auf Volltext und alle Seiten mit entsprechendem Suchtext werden aufgerufen. Hier sieht man dann schnell, wo auch das Todesjahr Sinn macht oder sogar ein Teil des Artikels angepasst werden muss. Auch hilft das „Werkzeug“ auf der linken Seite sehr gut, um solche Seiten aufzufinden: „Links auf diese Seite“. Somit ist die Wikipedia wieder aktuell in allen Bereichen! Hinweis: bei Eintragung der Kategorie „Gestorben JAHR“ wird der Missbrauchsfilter 49 ausgelöst, was jedoch nicht schlimm ist. Siehe: Spezial:Missbrauchsfilter/49
Dies ist eine Liste von im Jahr 1250 verstorbenen bekannten Persönlichkeiten. Die Einträge erfolgen innerhalb der einzelnen Daten alphabetisch sortiert. Tiere sind im Nekrolog für Tiere zu finden.

## Januar
| Tag    | Name                       | Beruf, bekannt als                               | Alter | Beleg |
| ------ | -------------------------- | ------------------------------------------------ | ----- | ----- |
| Januar | Gottfried II. von Apremont | Herr von Apremont-la-Forêt, Graf von Saarbrücken |       |       |

## Februar
| Tag         | Name                           | Beruf, bekannt als                         | Alter | Beleg |
| ----------- | ------------------------------ | ------------------------------------------ | ----- | ----- |
| 2. Februar  | Erik XI.                       | König von Schweden                         |       |       |
| 6. Februar  | Gottfried VI.                  | Vizegraf von Châteaudun                    |       |       |
| 8. Februar  | Érard II. von Brienne-Ramerupt | Herr von Ramerupt                          |       |       |
| 8. Februar  | Fachr ad-Din Yusuf             | Mamluke                                    |       |       |
| 8. Februar  | Pierre de Courtenay            | Herr von Conches und Mehun, Kreuzfahrer    |       |       |
| 8. Februar  | Raoul II. de Coucy             | Herr von Coucy, Marle und La Fère          |       |       |
| 8. Februar  | Robert de Vere                 | Kreuzfahrer                                |       |       |
| 8. Februar  | Robert I.                      | Graf von Artois (1237–1250)                |       |       |
| 8. Februar  | William Longespée of Salisbury | englischer Ritter und Kreuzfahrer          |       |       |
| 11. Februar | Guillaume de Sonnac            | Großmeister des Templerordens              |       |       |
| 11. Februar | Jean de Ronay                  | Vizemeister des Hospitaliterordens         |       |       |
| 11. Februar | Jocerand de Brancion           | Herr von Brancion und Uxelles, Kreuzfahrer |       |       |

## März
| Tag      | Name      | Beruf, bekannt als                | Alter | Beleg |
| -------- | --------- | --------------------------------- | ----- | ----- |
| 29. März | Ludolf I. | Bischof von Ratzeburg (1236–1250) |       |       |

## April
| Tag       | Name                   | Beruf, bekannt als                                                | Alter | Beleg |
| --------- | ---------------------- | ----------------------------------------------------------------- | ----- | ----- |
| 6. April  | Gaucher de Châtillon   | Herr von Donzy, Saint-Aignan, Montmirail und Montjay              |       |       |
| 6. April  | Guy de Château-Porcien | Bischof von Soissons und Kreuzfahrer                              |       |       |
| 6. April  | Hugo XI. von Lusignan  | Herr von Lusignan, Graf von La Marche und Angoulême               |       |       |
| 6. April  | Jean Fuinon            | Bailli von Jerusalem, Kreuzfahrer                                 |       |       |
| 24. April | Simon von Collazzone   | Seliger der katholischen Kirche, Gefährte des heiligen Franziskus |       |       |

## Mai
| Tag     | Name               | Beruf, bekannt als                        | Alter | Beleg |
| ------- | ------------------ | ----------------------------------------- | ----- | ----- |
| 2. Mai  | Turan Schah        | siebenter Sultan der Ayyubiden in Ägypten |       |       |
| 27. Mai | Raniero Capocci    | Kardinal der katholischen Kirche          |       |       |
| 29. Mai | Robert of Lexinton | englischer Geistlicher und Richter        |       |       |

## Juni
| Tag      | Name                       | Beruf, bekannt als                                 | Alter | Beleg |
| -------- | -------------------------- | -------------------------------------------------- | ----- | ----- |
| 11. Juni | Aleydis von Schaerbeek     | Heilige; Zisterzienserin; Mystikerin; Klausnerin   |       |       |
| 13. Juni | Donnchadh, Earl of Carrick | Mormaer oder Graf von Carrick                      |       |       |
| 18. Juni | Theresia von Portugal      | Königin von Léon                                   |       |       |
| 28. Juni | Johannes Parenti           | Generalminister des Franziskanerordens (1227–1232) |       |       |

## Juli
| Tag      | Name           | Beruf, bekannt als                          | Alter | Beleg |
| -------- | -------------- | ------------------------------------------- | ----- | ----- |
| 6. Juli  | Peter Mauclerc | Herzog von Bretagne                         |       |       |
| 25. Juli | Humbert V.     | Herr von Beaujeu, Connétable von Frankreich |       |       |

## August
| Tag        | Name     | Beruf, bekannt als | Alter | Beleg |
| ---------- | -------- | ------------------ | ----- | ----- |
| 10. August | Erik IV. | König von Dänemark |       |       |

## September
| Tag          | Name            | Beruf, bekannt als                            | Alter | Beleg |
| ------------ | --------------- | --------------------------------------------- | ----- | ----- |
| 1. September | William Raleigh | Jurist und Bischof von Norwich und Winchester |       |       |

## Oktober
| Tag        | Name        | Beruf, bekannt als                                                | Alter | Beleg |
| ---------- | ----------- | ----------------------------------------------------------------- | ----- | ----- |
| 4. Oktober | Hermann VI. | Markgraf von Baden (1243–1247); Herzog von Österreich (1248–1249) |       |       |

## November
| Tag          | Name          | Beruf, bekannt als                        | Alter | Beleg |
| ------------ | ------------- | ----------------------------------------- | ----- | ----- |
| 15. November | Gottfried IV. | regierender Graf von Ziegenhain und Nidda |       |       |

## Dezember
| Tag          | Name          | Beruf, bekannt als                    | Alter | Beleg |
| ------------ | ------------- | ------------------------------------- | ----- | ----- |
| 13. Dezember | Friedrich II. | Kaiser des Heiligen Römischen Reiches | 55    |       |

## Datum unbekannt
| Tag | Name                      | Beruf, bekannt als                                                                                   | Alter | Beleg |
| --- | ------------------------- | --- | ----- | ----- |
|     | Arnulf von Löwen          | Zisterziensermönch, Abt, und Textdichter                                                             |       |       |
|     | As-Salih Ismail           | Sultan der Ayyubiden in Damaskus                                                                     |       |       |
|     | Engelbert I. von Isenberg | Bischof von Osnabrück                                                                                |       |       |
|     | Henry Hastings            | englischer Adliger                                                                                   |       |       |
|     | Lorepa Wangchug Tsöndru   | Gründer der Unteren Drugpa-Tradition (smad 'brug) der Drugpa-Kagyü-Schule des tibetischen Buddhismus |       |       |
|     | Al-Muzaffar Sulaiman      | Ayyubide, Emir des Jemen                                                                             |       |       |